# Vin et santé
Les discours sur le vin et la santé ont évolué au cours de l'histoire. Le vin a longtemps été considéré comme une boisson préservant la santé lorsqu'il était consommé avec mesure, et des vins médicinaux ont même été préconisés pour soigner certaines affections. Ces croyances ont été propagées par les autorités médicales jusqu'à la seconde moitié du XXe siècle, avant d'être ébranlées par les études épidémiologiques et la compréhension de la chimie du vin.
Le vin fait partie des boissons alcoolisées et, de ce fait, possède les mêmes effets négatifs que tous les autres alcools pour la santé. Une consommation excessive peut conduire à l'alcoolisme, mais même une consommation raisonnable a des effets négatifs sur la santé, en augmentant en particulier le risque de développer des maladies cardiovasculaires et des cancers.

## Croyances historiques

### De l'Antiquité à la Renaissance
Hippocrate, père de la médecine moderne, considérait que « Le vin est une chose merveilleusement appropriée à l'homme si, en santé comme en maladie, on l'administre avec à propos et juste mesure, suivant la constitution individuelle ». Galien, son digne successeur, dans une lettre datée du 4 janvier 175, adressée à Marc Aurèle, lui rappelant qu'il avait soigné les gladiateurs dans sa jeunesse, dont il désinfectait les plaies au vin rouge, lui prescrit « Au moins bois un peu de vin avant de te coucher, cela fait dormir et pourrait te dispenser de la thériaque », et se citant en exemple, lui indique « J’irai me coucher, l’esprit en paix, le corps imbibé de vin d’Aquitaine, ma dernière trouvaille. Je te le conseille vivement, avec du miel et quelques épices. À coup sûr, c’est l'antidote contre nos soucis ».

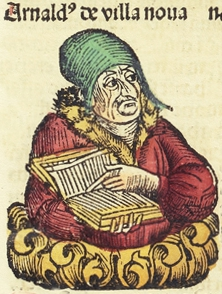
Portrait d'Arnald[us] de villa noua, gravure sur bois de la Chronique de Nuremberg, 1493

Constantin l'Africain contribua à la réintroduction de la médecine de la Grèce antique dans l’Europe chrétienne. Ses traductions d’Hippocrate et de Galien furent les premières à donner au monde occidental une vue d’ensemble de la médecine antique. 
Arnaud de Villeneuve se plait à constater que « Le vin est merveilleux pour les mélancoliques, les colériques et les cardiaques, pour ceux qui ont des problèmes au niveau du foie, de la vessie, de la circulation et particulièrement des artères. Le vin guérit de la dépression, il apporte la joie en ramenant l'homme à la raison et calme le rythme cardiaque. Il soulage une brutale élévation de température et même une fièvre prolongée. À ceux qui en font usage, il donne une attitude raisonnable de l'âme et il les fait rajeunir par la volonté de Dieu ». Prenant exemple sur ces grands maîtres, Arnaud de Villeneuve en sa qualité de médecin, concocte toute une série de vins médicinaux :   
- vin cordial, à base de bourrache, mélisse et épices[7] ;
- vin aux coings, selon la recette de Dioscoride[8] ;
- vin romariné, dont « les propriétés sont admirables »[9] ;
- vin sauvage, à base de choux rouges et d'ortie pour soigner les plaies[10] ;
- vin d'extintion d'or dans lequel une feuille d'or est plongée quarante fois[11] ;
- vin râpeux, dans le moût duquel a été plongé du raifort et qui se prend en apéritif[12] ;
- vin d'euphraise, pour les yeux[13] ;
- vin dyamon, valant pour la reproduction[14] ;
- vin de campanule[15], vin de sauge[16], vin hysopique[17], vin de fenouil[18], vin anisé[19], vin au chiendent[20],  vin de chardon[21], et vin de girofle[22].

François Rabelais, reçu Docteur en la Faculté de médecine de Montpellier venta les vertus thérapeutiques du vin en notant que « Le jus de la vigne clarifie l'esprit et l'entendement, chasse tristesse, donne joie ».

### Conception hygiéniste

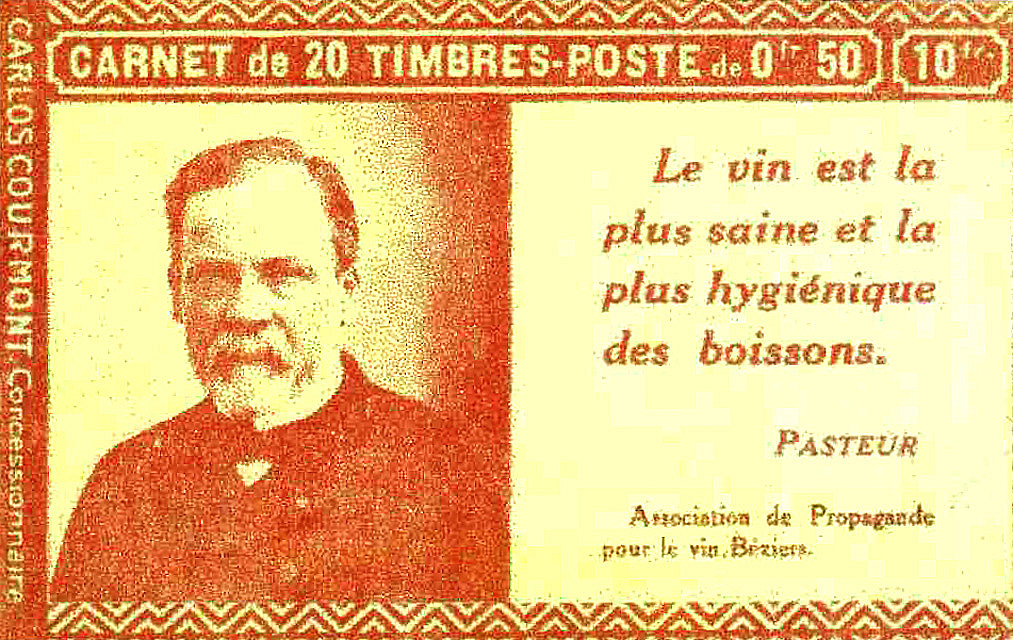
Le vin est la plus saine et la plus hygiénique des boissons.

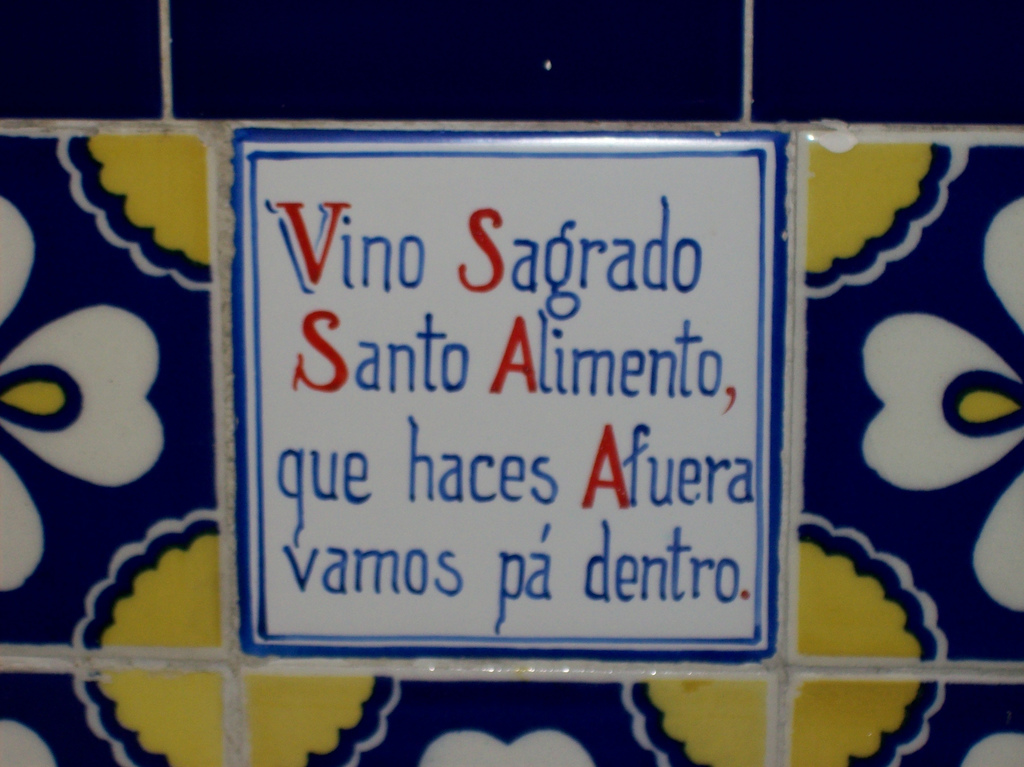
Le vin est divin « Vin sacré, nourriture sainte, que vous faite à l'extérieur, on se les met dedans ».

Louis Pasteur a été l'un des fondateurs d'une tradition hygiéniste en France avec la publication, en 1866, de ses Études sur le vin où il écrit « le vin, peut être, à bon droit, considéré comme la plus saine, la plus hygiénique des boissons ». Cette phrase justifiait sa place dans la civilisation occidentale. Cette tradition avait, en effet, ses racines dans l’originalité du christianisme et son concept de la transsubstantiation à travers le symbole « Ceci est mon sang ».
Alors que le catholicisme avait abandonné la communion sous les deux espèces, le pain et le vin, sa remise à l'honneur liturgique fut l'une des raisons du succès du protestantisme. Mais les adeptes de la religion réformée ne militèrent jamais pour sa consommation laïque. Alors que ce ne fut le cas dans les pays hispanophones qui glorifièrent le vin avec la Oración del Borracho.

### Propagande

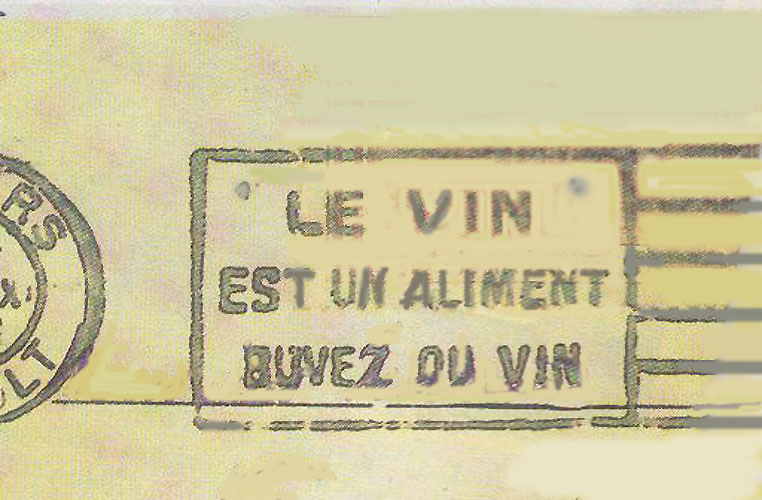
Flamme postale des années 1930

L'idée que « le vin, c'est la santé » va s'imposer entre la première et la seconde guerre mondiale. Elle va s'ancrer dans la conscience collective surtout dans les années 1930. Des ouvrages, comme celui d'Édouard Barthe La réhabilitation du vin par la Faculté de Médecine. Ses qualités alimentaires et thérapeutiques lui donnèrent une base scientifique.

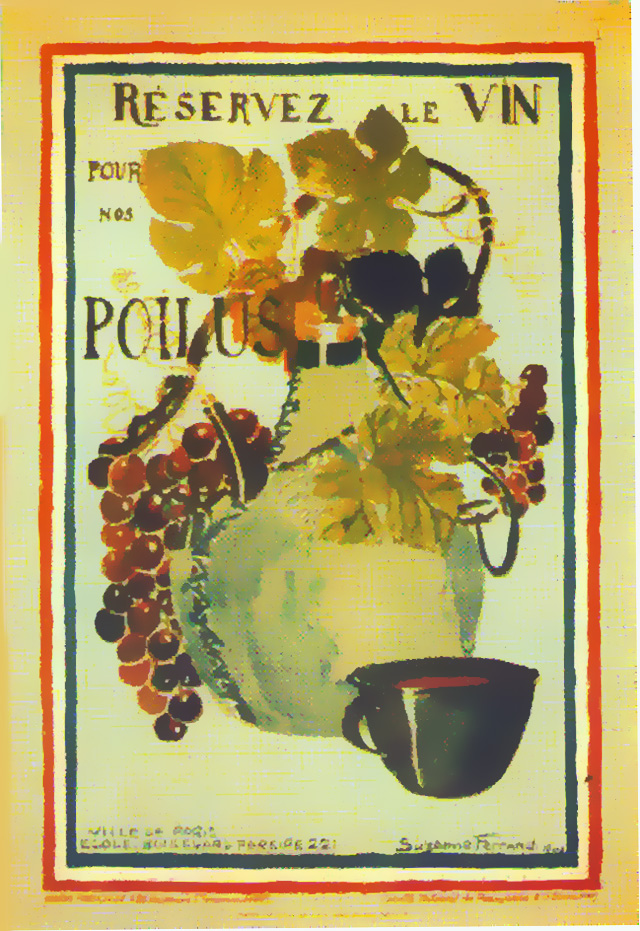
Réservez le vin pour nos poilus

Le gouvernement soutint cette initiative à travers ses flammes postales sur le courrier et par une commande faite, en 1933, par le ministère de l'agriculture à Leonetto Cappiello, dans le cadre d'une campagne publicitaire pour les vins de France « Buvez du vin et vivez joyeux ». Cette affiche montre un couple heureux sur une carte de France débordante de raisins.
Facilement disponible, le vin a été employé comme coupe-faim et doté à tort d'une réputation de boisson aux vertus viriles  : énergisante, dopante, excitante, etc. 
Les prises de positions officielles et publiques, en fonction des périodes, ont souvent utilisé une propagande frisant la désinformation. Il y eut, au cours de 1916, un concours des écoles en France pour soutenir les soldats au front. Le thème en était le vin, et l'affiche primée fut celle qui proclamait « Réservez le vin pour nos poilus ». La même année, le ministère de l'Agriculture finançait une campagne affirmant « Le vin chaud de l'arrière à l'avant... Nous vaincrons en le buvant ».
À la fin de la Seconde Guerre mondiale, fleurit la statistique suivante : « Moyenne de vie humaine : 59 ans pour le buveur d'eau, plus de 65 ans pour le buveur de vin, 87 % des centenaires sont des buveurs de vin. Le vin, c'est le lait des vieillards ».

## Effets sur la santé
La consommation de vin comporte des risques pour la santé et figure, comme les autres boissons alcoolisées, sur la liste des cancérogènes du groupe 1 du CIRC. Les bénéfices supposés de molécules comme le resvératrol ont fait l'objet de nombreux travaux de recherche « qui ont produit des preuves contradictoires des effets du resvératrol dans différents contextes », comme le rappelle une étude publiée par la revue Science en 2017. Par ailleurs, une méta-analyse de 2016 portant sur 87 travaux de recherches (parmi 2 662 études identifiées initialement) conclue en une absence de bénéfice sur la santé d'une consommation d'alcool modérée, par rapport à une absence de consommation ou une consommation exceptionnelle.
Une méta-analyse de 2018 confirme que « le niveau de consommation qui minimise la dégradation de la santé est de zéro » : « La consommation d’alcool, peu importe la quantité, entraîne une perte de santé parmi les populations. » Cette étude souligne que cela concerne particulièrement les cancers, et que l'effet protecteur sur les maladies cardio-vasculaires est nul ou non significatif. L'épidémiologiste Catherine Hill indique que le vin correspond à 58 % de la consommation d'alcool totale en France. Il y a 41 000 morts par an en France reliés à la consommation d'alcool. 
En 2022, une nouvelle étude paraît dans la même revue et précise ces propos : les auteurs concluent que les interventions en faveur de la réduction d'alcool doivent être renforcées, notamment en direction des jeunes. 

### Effets de l'éthanol
L'éthanol présent dans le vin, selon des taux variant de 10 à 18 %, entraîne plusieurs syndromes. Au niveau du cerveau, il altère la survie neuronale et le maintien des connexions cérébrales ; au niveau de l'appareil digestif, il augmente le risque de cancers de la bouche et des voies aériennes supérieures, du cancer de l'œsophage et du cancer du côlon ; il augmente aussi les risques de cancer du sein, d'autres cancers et provoque la cirrhose.
Comme tout alcool, le vin a des effets néfastes sur la santé de personnes atteints d'hypertriglycéridémie.

### Effets du méthanol
On trouve également du méthanol dans le vin, à des doses variant de 35, pour le vin blanc, à 350 mg par litre pour certains vins rouges. Le méthanol, ou alcool méthylique, est un puissant neurotoxique. Il provient de l'hydrolyse des pectines du raisin au cours de la fermentation.
Certains cépages, plus que d'autres, ont tendance à produire du méthanol. C'était le cas de tous les « producteurs directs », résultat de l'importation de vignes américaines hybridées. Parmi cinq autres cépages, le noah a été réputé pour produire un vin qui rend fou, et dont leur présence a été interdite dans les vignobles. 

### Effets dus aux adjuvants et en particulier le plomb

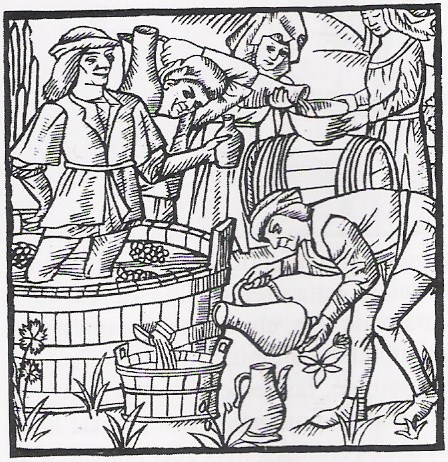
Chaulage du vin au sel de plomb pour édulcorer une vendange trop acide
Gravure anonyme du XVe siècle

L'effet le plus nocif du vin date de l'Antiquité, il n'est en rien lié au produit mais à un adjuvant, le plomb, ajouté sous la forme de sapa dans la Rome antique. Un historien du vin a analysé dans Les vins des papes d'Avignon et la colica pictunum du vicomte de Turenne, les conséquences de cette adjonction dans le vin médiéval. Le plomb, qui était utilisé pour édulcorer et rendre marchand nombre de vins verts et acides, laissait de lourdes séquelles. Il provoquait un empoisonnement, qui fut d'abord décrit sous le nom de colica pictonum : c'est le saturnisme.

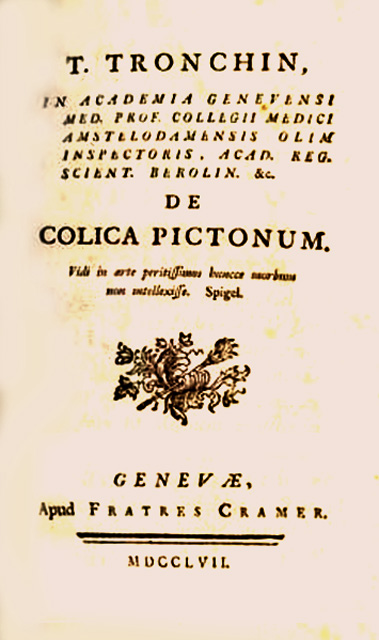
Édition à Genève de De Colica Pictonum de T. Tronchin en 1767

Il fut courant dès l'Antiquité et certains auteurs avancent que cet empoisonnement fut l'une des causes de la décadence de l'Empire romain,,. Selon les préceptes de Pline le Jeune et Columelle, non seulement les vins étaient traités aux sels de plomb pour les adoucir mais en plus les canalisations d'adduction d'eau étaient en plomb et les contenants en terre cuite servant au transport étaient enduites de plomb sur leur face interne pour les rendre étanches. 
Intoxication due au chaulage, puisqu'au cours du Moyen Âge, la substance la plus utilisée fut la chaux de plomb, ou rouille blanche, dissoute dans du vinaigre puis, pendant la Renaissance, la céruse, dite sucre ou blanc de plomb, et la litharge, oxyde de plomb ou minium, furent plus le plus souvent utilisées.
Il fallut pourtant attendre 1473 pour dénoncer les dangers du « chaulage du vin ». Ce fut Nicolas Ellembourg, moine de l'abbaye bénédictine d'Ottobeuren qui fit cette relation. Puis au siècle suivant, Jacques Auguste de Thou décrivit pour la première fois les symptômes de l'empoisonnement : « Dès qu'un homme est attaqué, son corps devient comme paralytique : il a le visage pâle, l'esprit inquiet, des maux de cœur, des vomissements, un hoquet continuel, une soif ardente, une difficulté d'uriner, une douleur violente dans l'estomac, les intestins, les hypocondres, les reins ; il y en a même dont les pieds, les jambes & les mains deviennent paralytiques, après avoir été attaqués de convulsions épileptiques. ». Ce fut François Citois, originaire de Poitiers et médecin du cardinal de Richelieu, qui lui donna le nom de colica pictonum, dans son traité De novo et populari apud Pictones doloro colica bilioso diatriba.
Le dernier élément contenant du plomb fut la capsule étain/plomb. Celle-ci fut définitivement interdite à partir du 1er janvier 1993 pour éviter une migration de sels de plomb, toujours possible pour une bouteille couchée, à travers le liège du bouchon. 

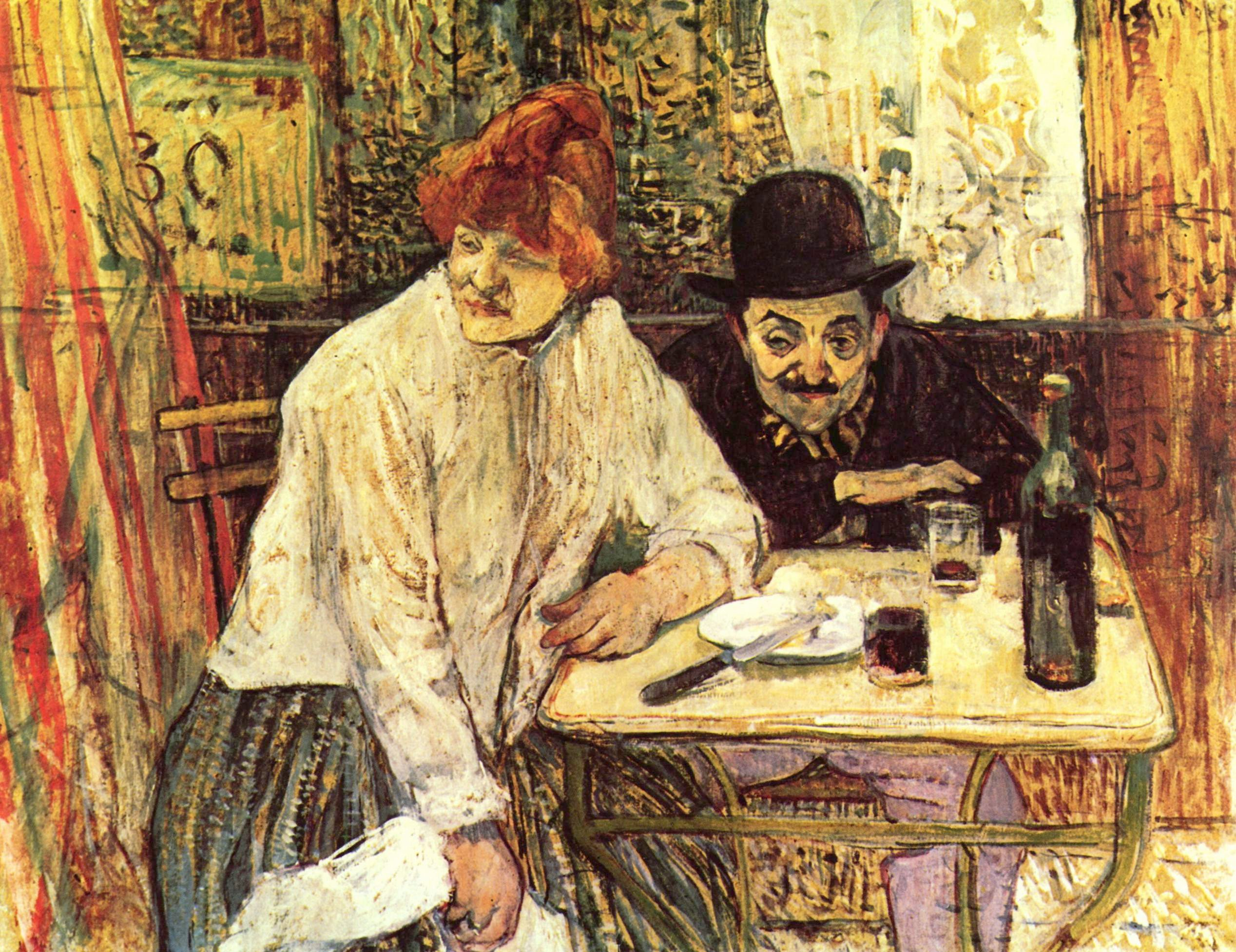
Au restaurant À la Mie, par Henri de Toulouse-Lautrec

### Effets sur le risque de cancer
La possibilité d'un effet bénéfique du vin sur la santé a été avancé à la suite de la découverte qu'il contient des substances, comme les polyphénols, qui présentent des effets bénéfiques. Les polyphénols se retrouvent également dans d'autres aliments où ils ne sont pas associés à l'alcool : jus de raisins rouges, fruits rouges, certains légumes, thé et cacao. Les méditerranéens sont de grands consommateurs de fruits et de légumes.
Parmi eux, le resvératrol a fait l'objet de plusieurs études démontrant qu'il protégerait du cancer, aurait un effet neuroprotecteur et ralentirait le vieillissement cellulaire. Le resvératrol améliorerait aussi la santé et la survie de souris suivant un régime riche en calories,. Plusieurs groupes de recherches débattent encore de l'effet du resvératrol sur l'allongement de l'espérance de vie et certaines entreprises ont déjà commencé sa commercialisation. Ces résultats ne concernent néanmoins que le resvératrol et ne peuvent pas être généralisés au vin sans prendre en compte ses autres constituants.
En revanche, il est également montré qu'une consommation même modérée d'alcool est un facteur de risque pour de nombreux cancers.

### Effets cardiovasculaires
Des travaux scientifiques ont démontré que la mortalité par atteintes cardiovasculaires était relativement plus faible chez les Français (premiers consommateurs de vin au monde) ainsi que dans d'autres pays méditerranéens par rapport aux autres pays industrialisés.
Cependant, l'effet bénéfique avancé par plusieurs études d'une consommation modérée de vin et plus généralement d'alcool sur la santé cardiovasculaire pourrait provenir d'une erreur méthodologique consistant à ranger les anciens alcooliques devenus abstèmes dans la catégorie des abstinents. Les études qui ne font pas cette erreur ne retrouvent pas d'effet positif d'une consommation modérée d'alcool, ni sur le cancer ni sur les maladies cardiovasculaires.
Selon une étude publiée en 2008 et portant sur le suivi de 9 655 hommes et femmes pendant une durée de 17 ans, l'existence d'un effet protecteur dépend de la qualité du mode de vie : un mode de vie « sain » est défini dans l'étude par le fait de ne pas fumer, de manger au moins un fruit ou légume par jour et de faire au moins 3 heures d'exercice modéré ou intensif par semaine. Les personnes qui ne répondent pas à cette définition ont vu leur risque de maladies cardiovasculaires diminué par la consommation modérée de boissons alcoolisées. Celles qui y répondent ont vu augmenter leur risque. Aucune différence n'a pu être mise en évidence entre vin, bière et boissons spiritueuses.